# Clofibrato
El clofibrato es una sustancia derivada del ácido fíbrico, que se utiliza para disminuir los niveles de triglicéridos en sangre. Al igual que otros fibratos activa el factor de transcripción PPAR-α. Esto promueve la oxidación de ácidos grasos y estimula la actividad LPL, lo que reduce los TG, y aumenta la síntesis de apoproteínas de las HDL, lo que incrementa las cifras de cHDL.
Este fármaco está cayendo en desuso por las ventajas que tienen otros fármcos de la misma familia sobre él.

## Mecanismo de acción
Los PPAR son receptores nucleares que unen ligandos naturales o sintéticos, forman heterodímeros con otro receptor nuclear y de esta forma regulan, es decir, aumentan o inhiben, la expresión de ciertos genes. Existen PPAR alfa, beta y gamma y los fibratos se unen específicamente a los alfa, salvo el que se une a los tres.
La estimulación de los PPAR-alfa lleva a:
- Aumento de la producción de la lipasa lipoprotéica (LPL). (Sólo en el caso del clofibrato.)
- Inhibe la expresión de la apolipoproteína C3 (APOC3), que a su vez inhibe la lipasa lipoprotéica responsable de la hidrólisis intravascular de los triglicéridos (TG). Los PPAR-alfa, por tanto, aumentan la actividad de la lipasa lipoprotéica, lo cual significa la disminución de triglicéridos en la sangre.
- Efectos extralipídicos: los fibratos reducen la expresión de endotelina 1, que es un potente vasoconstrictor, lo que determina una mejoría de la función endotelial. También por este mecanismo, los fibratos reducen la expresión de citoquinas, especialmente de la IL-1 y la IL-6, de modo que también se podría atribuir a estos fármacos un efecto antiinflamatorio. Se sabe además que, mediante PPAR alfa, algunos fibratos pueden reducir la expresión del fibrinógeno; de esta manera podrían ejercer un efecto antitrombótico.[1]
- El clofibrato aumenta la excreción de colesterol por la bilis, lo cual puede favorecer la litogénesis.[2]

## Indicaciones
Los fibratos se utilizan en hipertrigliceridemias, con o sin aumento del colesterol.
Los estudios clínicos recientes con fibratos, como el BIP (Bezafibrate Infarction Prevention Study), HHS (Helsinki Heart Study), Vahitt (Veterans Affairs High Density Lipoprotein Cholesterol Intervention Trial) y el estudio FIELD (Fenofibrate Intervention and Event Lowering in Diabetes) han revelado que los pacientes que más se benefician de los fibratos son los que padecen diabetes o síndrome metabólico.
El uso de fibratos conlleva una reducción importante de 50 % del nivel de TG y sólo 10 % del nivel de colesterol, siendo interesante su reducción sobre las LDL y VLDL.
Las HDL aumentan hasta un 20 %, por lo que son las drogas por excelencia en la hipoalfalipoproteinemia.
El clofibrato demostró reducir los eventos coronarios, pero aumentó la mortalidad general, por un exceso de complicaciones biliares y pancreáticas, cuya génesis ya fue explicada.

## Contraindicaciones
Lactancia y embarazo.

## Interacciones.
Se precisa especial control médico en las siguientes circunstancias:
1. Antecedentes de patología biliar.
2. Uso concomitante de anticoagulante oral (ajuste de dosis).
3. Pacientes con función renal disminuida.
4. Asociación con estatinas.

## Reacciones adversas
Para la valoración de las reacciones adversas (RAM) se tendrán en cuenta los criterios de la CIOSM.
| Reacciones adversas del clofibrato. |                  |                                                                                                  |
| Sistema implicado.                  | Grupo CIOSM.     | Tipo de reacción.                                                                                |
| Aparato Digestivo                   | Frecuentes.      | Molestias gastrointestinales: anorexia, sensación de opresión del estómago, náuseas.             |
|                                     | Poco frecuentes. | Litiasis biliar y aumentos reversibles de las transaminasas hepáticas.                           |
| Piel y tejido subcutáneo.           | Frecuentes.      | Erupción cutánea, prurito, urticaria.                                                            |
|                                     | Raras.           | Fotosensibilidad, alopecia.                                                                      |
| Alteraciones hematológicas.         | Raras.           | Anemia, leucopenia, pancitopenia y trombocitopenia.                                              |
| Aparato genitourinario.             | Muy Frecuentes.  | Ligeros incrementos en la creatinina sérica.                                                     |
|                                     | Raras.           | Disminución de la libido, impotencia.                                                            |
| Sistema musculo-esquelético.        | Frecuentes.      | Mialgia, debilidad muscular, calambres musculares y aumentos considerables de la creatinquinasa. |
|                                     | Raras.           | Rabdomiólisis.                                                                                   |
| Sistema nervioso central.           | Raras.           | Cefalea y vértigo.                                                                               |